# Clandeboye Vault

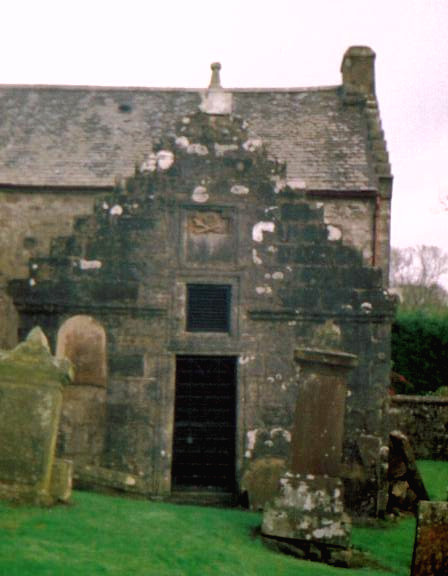
Clandeboye Vault

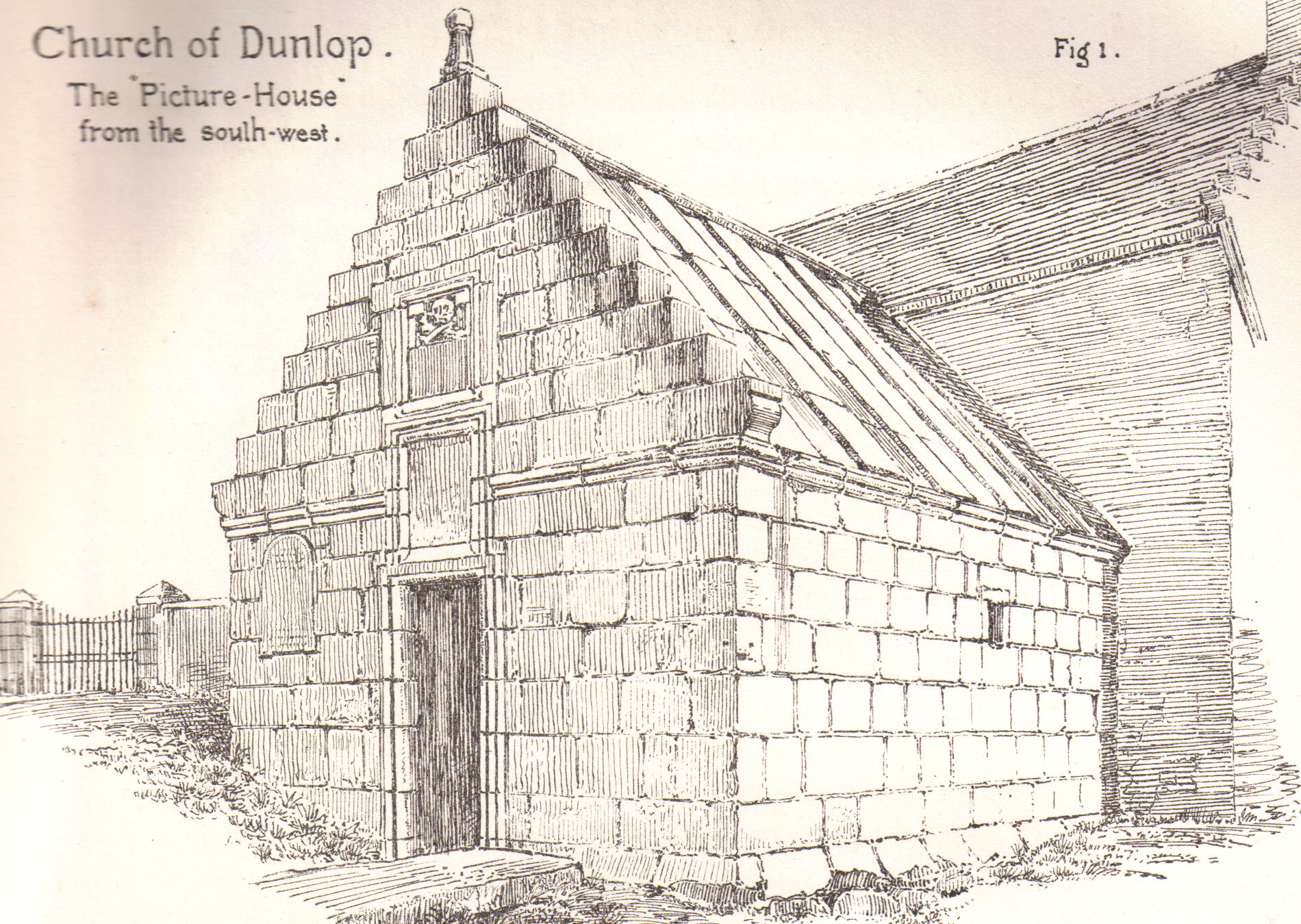
Clandeboye Vault

Die Clandeboye Vault ist eine Gruft in der schottischen Ortschaft Dunlop in der Council Area East Ayrshire. Das Bauwerk ist in den schottischen Denkmallisten in der höchsten Denkmalkategorie A gelistet. Des Weiteren bildet die Clandeboye Vault zusammen mit der Clandeboye School und der Dunlop Parish Church ein Denkmalensemble der Kategorie A.

## Geschichte
Erbauer der Gruft ist James Hamilton, 1. Viscount Clandeboye, welcher zur selben Zeit auch das nebenliegende Schulgebäude stiftete. Es dient als Grabstätte seines Vaters Hans Hamilton, des ersten protestantischen Geistlichen Dunlops. Bereits gegen Ende des 17. Jahrhunderts hatte sich der Zustand des Bauwerks auf Grund fehlender finanzieller Mittel signifikant verschlechtert. Außerdem lebte kein Angehöriger mehr in der Umgebung, der sich der Instandhaltung hätte widmen können. Bis heute wurde die Gruft zweimal restauriert, 1849 und 1929.
Zu Beginn des 21. Jahrhunderts bereiteten die bereits 1699 festgestellten Beschädigungen des Daches zunehmend Probleme. Sie drohten den in dieser Qualität in Schottland nur an wenigen Exemplaren erhalten Innenraum zu beschädigen. Die enthaltenen Statuen von Hans Hamilton und seiner Ehefrau Jane wurden aus diesem Grunde sicher ausgelagert. Im August 2014 stellten die Denkmalschutzbehörden von East Ayrshire finanzielle Mittel zur vollständigen Restaurierung des Objektes zur Verfügung. Die Arbeiten sollen im Mai 2015 beginnen.

## Beschreibung
Das Gebäude befindet sich am Ende der Main Street am Westrand der Ortschaft. Es grenzt direkt an die Clandeboye School sowie den Friedhof der Dunlop Parish Church an. Der 3,7 m × 3,0 m messende Sandsteinbau weist eine Höhe von 3,4 m auf. Das Steindach ist mit Stufengiebel gestaltet. Die westexponierte Eingangspforte verschließt ein gusseisernes Tor. Darüber ist eine schlicht ornamentierte Platte mit einer heute unleserlichen Inschrift eingelassen. Nach einer älteren Aufzeichnung lautete sie einst: „COME LORD JESUS COME 1641, IcLV.“ Oberhalb dieser befindet sich ein Relief mit der Inschrift „MEMENTO MORI“, das einen Totenkopf mit gekreuzten Knochen zeigt.
Der Innenraum ist als Tonnengewölbe gearbeitet. Eine Aussparung an der gegenüberliegenden Seite überspannt ein gekehlter Steinbogen mit der Inschrift „DAN: 12 CH: VER.3. THEY THAT TURN MANY TO RIGHTEOUSNESS SHALL SHINE AS THE STARRES FOR EVER AND EVER.“ Er überspannt einen Sarkophag, dessen Oberseite mit einem Relief verziert ist. Dieses zeigt eine männliche und eine weibliche Gestalt, welche sich anblicken. In die Nordwand ist der Grabstein von Janet Maxwell, in die Südwand jener von Janet Dedholm eingelassen.